# Вилијам Хенри Фокс Талбот
Вилијам Хенри Фокс Талбот  (енгл. William Henry Fox Talbot; Мелбери, 11. фебруар 1800 — Лакок, 17. септембар 1877) био је енглески проналазач, фотограф, лингвиста, математичар, проналазач фотографског процеса калотипија (талботипија), а бавио се и оптиком. Он је експериментисао са првим фотографским блескалицама. Употребио је ка томе статички електрицитет који је био нагомилан у лајденској боци. Као фотографски предложак му је послужио примерак листа Тајмс који је окретао на брзом точку.
О свом експерименту је рекао:
„У нашој је моћи направити слику крећућих се предмета ако их будемо могли осветлити наглим електричним избојем.“
Први на свету је предложио преносни фотографски апарат.

## Проналазак процеса калотипије
Већ у години 1819. пронашао је Џон Хершел способности натријум тиосулфата да распушта халогениде сребра и о томе је обавестио свога пријатеља Талбота.
Талбот је правио фотографске експерименте од 1834. године и користио се сазнањима својих пријатеља Џона Хершела и Томаса Веџвуда. Талбот је најпре и већ 1835. године пронашао методу која се назива „фотогенички цртежи“ што су у ствари фотограми које је на овај начин открио. За ту прилику он је на папир стављао цветове, латице, делове биља из хербаријума и друге предмете који су били плохи. Негативну слику ових сенки је могао да преведе на позитивну копирањем. 1835. године је конструисао фотографске апарате са великим сочивима за које су му пријатељи говорили да су налик на мишоловке. За четири наредне године он је своје методе побољшао. Обичну хартију за цртање он је намазао сребрним нитратом, затим је то осушио и намакао у калијум јодид и поново све осушио. Непосредно пре употребе се папир учинио осетљивим са раствором киселине хидробензове. Папир се развијао при светлости свеће а позитив се добијао контактним копирањем, при чему је дужина осветљавања имала утицај на тон који се мањао од кармина и пурпура све до браонцрнога овако добивеног позитива.
Калотипија је прва омогућила умножавање снимака према процесу негатив-позитив, слике су биле мање рањиве, а производња јефтинија.
Талбот је сажео свој рад у неколико реченица:
„Не тврдим да уметност треба да буде доведена до савршенства, али сам нешто сам започео. Ове границе нису до данас досегнуте. Повећавам напоре да ова уметност буде на крају постављена на чврсте ноге.“

## Галерија
- "Мердевине ", таблица из дела „Тхе Пенцил оф Натуре“, 1844.
- "Фотогенетички цртеж ", око 1839.
- Столар-калотипија, око 1843.
- Атеље -калотипија, око 1845.
- "Фотоглиптичка гравура ", после 1850.
- Talboltova nevlastita sestra

U jednom svom pismu Talbot je govorio:
„Mislim da snimci koje radi Dager u Francuskoj se jako razlikuju od engleske heliografije“. Sigurno je imao na umu mogućnosti kopiranja slika. Svi dalji pobornici fotografije su pošli putevima pozitiv – negativ.